# Yara International

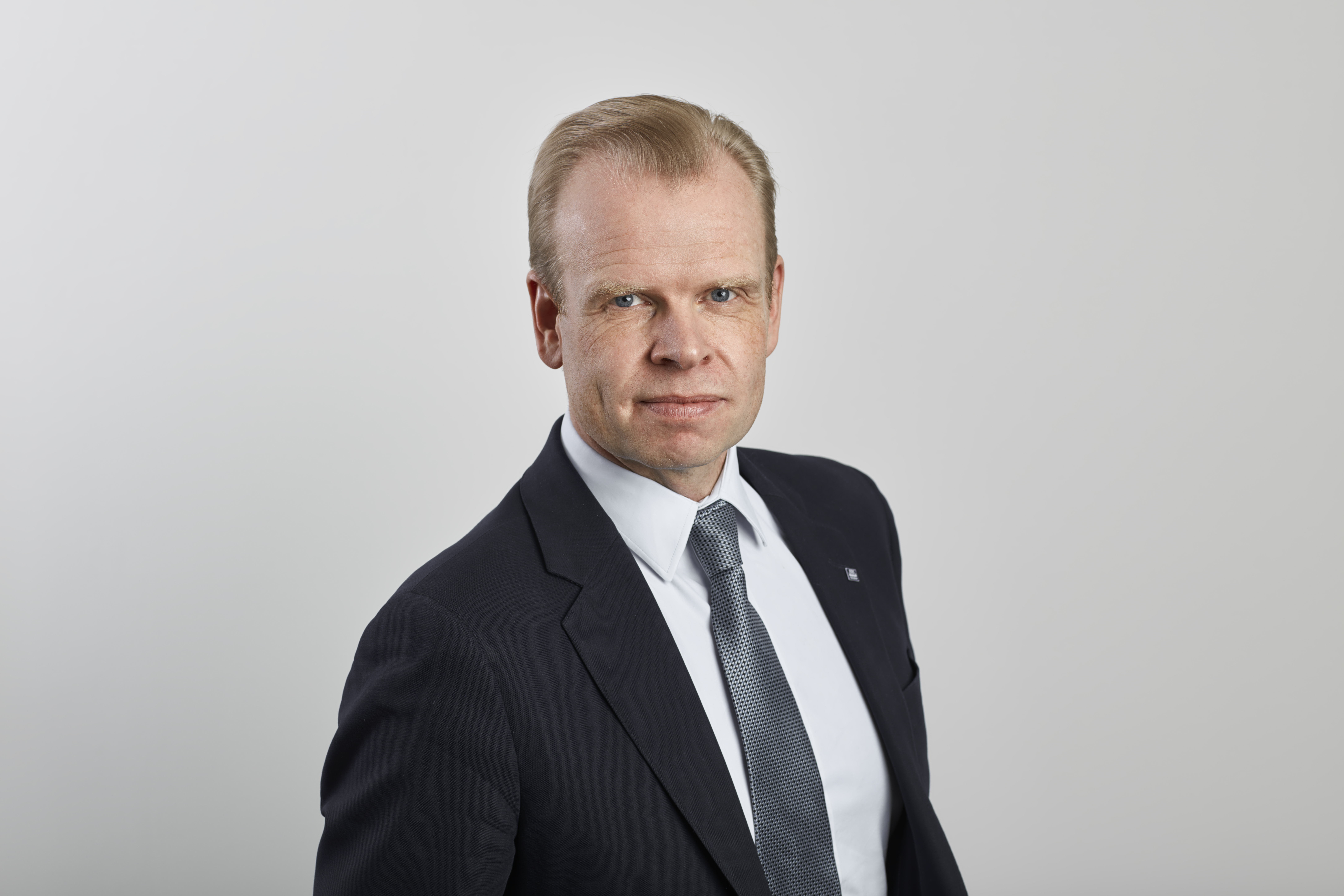
Свен Торе Холсетер, директор компанії

Yara International ASA — норвезька хімічна компанія. Найбільшою сферою її діяльності є виробництво азотних добрив, однак також включає виробництво нітратів, аміаку, сечовини та інших хімічних речовин на основі азоту.
Компанія була заснована в 1905 році як Norsk Hydro — перший у світі виробник мінеральних азотних добрив — і 25 березня 2004 року була об'єднана як Yara International ASA. Yara зареєстрована на фондовій біржі в Осло та має головний офіс в Осло. Компанія має близько 13 000 співробітників, виробничі майданчики на шести континентах, діяльність у більш ніж 50 країнах та продаж у близько 150 країн.
Норвезький уряд володіє понад третиною Yara і є її найбільшим акціонером.

## Бізнес
Компанія має три основні напрямки діяльності:
- Промислові продукти: широкий асортимент азоту та спеціальних хімікатів та цивільних вибухонебезпечних розчинів
- Екологічні рішення: рішення для зниження NOx, контролю запаху, очищення води та запобігання корозії
- Сільськогосподарська продукція: повний асортимент добрив та розчинів, що охоплює всі необхідні поживні речовини для будь-якої культури

## Історія

### 1900—1919
Історія Yara бере свій початок із створення Norsk hydroelektiske kvelstoffaktieselskab, або Norsk Hydro, як пізніше стало відомо, у грудні 1905 року після успішного виробництва азотних добрив у Нотоддені. Norsk Hydro заснували Сем Ейд, Крістіан Біркеланд та Маркус Валленберг. У 1903 р. Біркеланд та Ейд розробили пряму фіксацію азоту, що отримала назву процес Біркеланд-Ейда заснований на методі, використаному Генрі Кавендішем у 1784. р.
Для виробництва першого продукту компанія використовувала великі гідроенергетичні ресурси Норвегії. Між 1906 і 1919 роками Norsk Hydro побудував дві гідроелектростанції в Нотоддені та Рюкані. Свою першу партію компанія відправила до Китаю в 1913 році.

### 1960—1977
Після успішного виробництва мінеральних добрив компанія розширилася і на інші види бізнесу, такі як нафта та метали. У 1969 році компанія Norsk Hydro увійшла до свого першого спільного підприємства з органами влади Катара. Маючи доступ до конкурентного джерела газу та стратегічного розташування на Близькому Сході, спільне підприємство відкрило для компанії глобальний ринок.
Norsk Hydro очолював Йохан Бертін Холте на посаді генерального директора з 1967 по 1977 рр. До 1970-х років компанія була створена в Азії, на Близькому Сході та в Північній Америці. Кінець 1970-х — середина 1980-х років був періодом бурхливого зростання через придбання великих компаній з виробництва добрив у Франції, Німеччині, Нідерландах та Великій Британії. Наприкінці 90-х років компанія також була створена в Бразилії та Південній Африці.

### 2004—2008
У 2004 році Hydro Agri вийшла з Norsk Hydro і стала незалежною компанією Yara International ASA. Компанія була зареєстрована на фондовій біржі в Осло 25 березня 2004 року і є провідним виробником аміаку, нітратів, азотних продуктів та спеціальних добрив NPK. З тих пір Yara продовжує розширювати свою глобальну присутність за рахунок інвестицій в інші країни, здійснюючи безліч придбань, спільних підприємств та нових проектів, в першу чергу в Африці та Північній та Південній Америці.
У липні 2006 року Яра заплатила 126 мільйонів доларів за контрольний пакет акцій Fertibras. Це придбання дало Yara більше 99 % голосуючих акцій у Fertibras та 15 % у Fosfertil, найбільшому виробнику азотних та фосфатних добрив в Бразилії.
В 2006-му у Австралії ввели в дію потужний завод аміаку в Дампірі, частка Yara в якому на той момент складала 30% (через Burrup Holdings Limited, BHL).

### 2008—2014
У 2008 році Торлейф Енгер вийшов на пенсію, а Йорген Оле Хаслестад став генеральним директором. Під час свого призначення Хаслестад заявив: «Yara повинна продовжувати свою стратегію зростання. Компанія має багато цікавих можливостей, наприклад, коли справа стосується навколишнього середовища, де ми сприяємо кращому балансу в розвитку сільського господарства та пропонуємо деякі цікаві промислові рішення екологічних проблем». Хаслестад обіймав посаду до 2014 року, коли компанія звільнила його, заявивши, що їм потрібен хтось, хто може завершити майбутні переговори про злиття, і що Хаслестад вже збирався вийти на пенсію. Десятьма днями раніше Свен Річард Брандцаг вирішив не залишати Гідро, щоб зайняти кермо Yara після того, як відбулися витоки переговорів про контракт та висунули звинувачення проти Енгера, попереднього генерального директора. У січні Yara домовилася з Vale про продаж бразильських акцій Fosfertil за 785 мільйонів доларів США.
Тим часом у Yara виникли суперечки з мажоритарним власником проекту в Дампірі індійським підприємцем Pankaj Oswal, що призвело до судових розглядів. У 2010 році ANZ Bank виставив на продаж 65% акцій BHL, які належали Pankaj Oswal, а Yara в два етапи у 2012 та 2015 роках придбала їх, ставши одноосібним власником BHL. Подружжя Осваль судилося щодо справедливості продажу, при цьому Радхіку (дружину Pankaj Oswal) звинувачували в ухиленні від податків на суму 186 мільйонів доларів, а самого Pankaj Oswal звинувачували в тому, що він забрав понад 150 мільйонів доларів у підприємств, пов'язаних із заводом добрив, і витратив гроші на приватні літаки та інші предмети розкоші. Ще в 2010-му подружжя виїхало з Перту в Дубай. У підсумку в 2016-му Pankaj Oswal зміг відсудити чималу компенсацію в ANZ Bank.
25 лютого 2011 року Міністерство фінансів США зняло санкції, що діяли проти дочірньої компанії Yara «Libyan Norwegian Fertilizer» через його приналежність до уряду Лівії.
У березні 2011 року голландський уряд заморозив близько 3 мільярдів євро активів Лівії, включаючи спільне підприємство Yara «Sluiskil», яке наполовину належить LIA та NOCL 3 серпня 2011 року Yara оголосило, що продає свою частку в російському «Rossosh» Завод NPK за 390 мільйонів доларів США, або 2,1 мільярда крон (NOK).
У 2013 році Yara потрапила у скандал, в якому брали участь багато компаній та транзакції, які, можливо, не відбулися, Dagens Næringsliv. Норвезький діловий щоденник повідомляв, що Yara заплатив понад вісім мільйонів норвезьких крон Шукрі Ганему, колишньому прем'єр-міністру Лівії, міністру нафти і старшому командиру державної нафтової компанії. Ганем був знайдений мертвим в австрійському Дунаї в 2012 році. Yara виставила фіктивні рахунки-фактури для обліку грошових переказів, які були покладені на банківський рахунок родича Ганема в банку UBS у Швейцарії. Норвезьке (Økokrim) антикорупційне агентство помітило виплати в 2011 році. Керівник верхнього сегменту Тор Халба попереджав про можливі корупційні дії у внутрішньому електронному листі 2008 року. Слідчі натрапили на виплати, коли вилучили бізнес-записи двох підприємств, що базуються в Швейцарії, одного з них — дочірнього підприємства Yara, що займається торгівлею добривами, Balderton. Власне розслідування Yara виявило додаткову корупцію в Індії. Økokrim звинуватив компанію в грубій корупції в обох випадках.
26 жовтня 2013 року Yara придбала OFD Holding Inc. (OFD) від Omimex Resources Inc. за 425 мільйонів доларів США, здобувши виробничі потужності в Колумбії та дистрибуційні компанії по всій Латинській Америці.

### 2014 рік
У 2011 році компанія повідомила владу Норвегії про те, що вона могла бути причетною до корупції у зв'язку з переговорами 2008 року, що призвели до інвестицій у 2009 році 1,5 млрд. Норвезьких крон у 50 % акцій Лівійської норвезької компанії з добрив, або LIFECO.
У січні 2014 року корпорація погодилася заплатити штраф у розмірі 48 мільйонів доларів у справі про корупцію між 2004 і 2009 роками. Компанія зізналася в підкупі вищих державних чиновників в Індії та Лівії, а також постачальникам у Росії та Індії. Штраф був найбільшим за весь час у своєму роді в Норвегії. Справа ставить дві когорти керівників Yara один проти одного.
10 січня 2014 року норвезький кабінет міністрів схвалив обвинувальний акт колишнього заступника генерального директора Даніеля Клау у зв'язку з розслідуванням норми Норвегії щодо Yara. У справі також було звинувачено трьох інших керівників Yara. Їх засудили 7 липня 2015 року. Енгер, колишній генеральний директор, отримав найсуворіший вирок — о три роки. Колишній головний юридичний директор Кендрік Уоллес отримав 2-річний термін покарання, а Клоу та колишній координатор вищого рівня Тор Халба — о два роки. Yara International оголосила у вересні 2014 року, що веде переговори з CF Industries щодо можливого злиття рівних — угоди на суму понад 27 мільярдів доларів.

### 2015–
У Замбії Yara придбала Greenbelt Fertilizers —  компанію, що має сильний слід в Замбії, Мозамбіку та Малаві. У вересні 2015 року Свен Торе Холсетер приєднався до Yara як новий президент та генеральний директор компанії. У 2015 році була вручена остання премія Yara, перш ніж її перетворили на Африканську продовольчу премію. Премія була розпочата в 2005 році. Починаючи з 2016 року, премія Yara перетворюється на Африканську харчову премію у співпраці з Альянсом за зелену революцію в Африці (AGRA).
У лютому 2016 року два заводи з виробництва карбаміду та аміаку, які компанія Yara має у Брезі, працювали на менш ніж 50 % своєї потужності.
У 2017 році Яра замовила Yara Birkeland, який стане першим автономним кораблем у світі. Поступивши на службу в 2018 році, він буде повністю автономним до 2020 року.
У зв'язку з протестами в Білорусі в 2020 році опозиційний політик Світлана Тихановська закликала Yara International припинити співпрацю з білоруською державною компанією «Білорусь» або забезпечити повагу прав працівників. Державна компанія «Білорусь» раніше звільняла працівників, які брали участь у страйках або демонстраціях. В ході цього Yara опублікував заяву, в якій вони закликали білоруську державну компанію припинити покарання робітників.

## Придбання, спільні підприємства та розширення
- 30 % російського виробника добрив ВАТ «Минудобрения» («Rossosh»), купленого в лютому 2005 р.[44]
- У квітні 2006 року в місті Бурруп, Австралія, відкрився завод з виробництва аміаку. В 2015-му Yara стала власником 100 % акцій.
- У липні 2006 року Yara придбала контрольний пакет акцій бразильської компанії з розподілу та збуту добрив Fertibras.[45]
- У вересні 2006 року Yara придбала 50 % торгової компанії Balderton Fertilizers SA, що базується в Женеві.
- У травні 2007 року Yara придбала 30,05 % фінської компанії з виробництва добрив Kemira GrowHow та успішно подала пропозицію на придбання решти.[46]
- У серпні 2007 року Yara уклала спільне підприємство з Wilhelmsen Maritime Services, якому належало 50 % зареєстрованої норвезькою компанією Yarwil, яка забезпечує системи зменшення викидів викидів NOx від суднових двигунів.[47]
- У липні 2008 року Yara уклав угоду про придбання канадського виробника азоту SaskFerco, завершивши угоду в жовтні 2008 року. Потім завод добрив, розташований у Беллі Плейн, почав працювати як Yara Belle Plaine Inc.[48]
- 50 % заводу добрив у Брезі, що належить Yara внаслідок її 50 % частки в лівійській норвезькій компанії з добрив (LIFECO).[49] Співвласниками LIFECO є Національна нафтова корпорація Лівії (NOC) та Лівійська інвестиційна служба (LIA) — кожна з 25 %. Yara позбулася своєї частки в LIFECO наприкінці 2020 року.[50]
- У вересні 2009 року Yara розпочала будівництво нової фабрики сечовини у місті Слуйскіл, що в Нідерландах.
- У жовтні 2009 року Qafco, в якій Yara має 25 % акцій, підписала лист про наміри побудувати проект розширення Qafco-6. Проект передбачав будівництво заводу з виробництва карбаміду із загальною добовою потужністю 3850 тонн.[51]
- У січні 2010 року Yara придбала решту 50 % добрив Balderton.[52]
- У грудні 2012 року компанія Yara придбала в Бразилії об'єкти для змішування добрив, торгові марки та склади Bunge Limited. Бразильські антимонопольні органи, Адміністративна рада з економічної оборони або Conselho Administrativo de Defesa Econômica португальською (CADE), схвалили придбання у травні 2013 року. Yara та Бандж завершили операцію у серпні 2013 р.[53]
- У жовтні 2013 року Yara придбала решту 50 % акцій Yarwil, які раніше належали Wilhelmsen Maritime Services через спільне підприємство з Yara.[54]
- У листопаді 2013 року Yara придбала холдинг OFD у компанії Omimex Resources Inc. для виробництв добрив у Колумбії та розподільчих компаній у Колумбії, Перу, Мексиці, Коста-Риці, Панамі та Болівії. Ця трансакція ще більше зміцнила платформу відбитків та зростання Yara у Латинській Америці та була дуже доповнювальною до нещодавнього придбання добрива компанії Bunge у Бразилії.[28]

- У 2018 році Yara відкрила Європейський бізнес-центр, орієнтований на логістику, у Вільнюсі, Литва.[55]
- У 2018 році Yara відкрила офіс у М'янмі, найнявши агрономів та комерційних працівників для місцевих операцій.[56]

## Голови
- Лейф Тексум (2014 рік). Замінено Бернтом Рейтаном після щорічних загальних зборів 5 травня 2014 р.[57] Teksum контролював шведський та норвезький портфель DNB, очолював норвезький діловий ринок та міжнародні операції DNB, перш ніж стати головою Yara.[58]
- Бернт Рейтан (2012—2014) оголосив у квітні 2014 року, що не буде претендувати на новий термін після травня 2014 року[59][60][61]
- Ейвінд Лунд (2004—2012)

## Керівники
- Торлейф Енгер 2004—2008
- Йорген Оле Хаслестад
- Торгейр Квідал 2014—2015
- Свен Торе Холсетер 2015–